# Хари Саливен
Хари Саливен (енгл. Harry Sullivan) измишљени је лик у британској научнофантастичној телевизијској серији Доктор Ху и сапутник Четвртог Доктора. Тумачио га је Ијан Мартер, а лик се појављивао као главни током дванаесте сезоне серије 1974–75. Хари се појавио у 7 прича (27 епизода).

## Историја лика
Доктор Саливен је хирург-поручник у Краљевској морнарици који је као медицински официр придружен Обавештајној јединици Уједињених нација, војној организацији којој Доктор делује као научни саветник. Први пут се помиње (иако није виђен) у Планети паука када бригадир мисли да је Трећи Доктор пао у кому. Бригадир позива доктора Саливена и моли га да дође у Докторову лабораторију, али му каже да се не труди када је наредник Бентон пробудио Доктора нудећи му шољицу кафе. У следећем серијалу Робот, након Докторове треће регенерације, Саливен је позван да му присуствује и на крају путује на ТАРДИС са Четвртим Доктором и Саром Џејн Смит (коју глуми Елизабет Слејден) у неколико наредних пустоловина.
Хари је прилично старомодан и стереотипан Енглез у својим ставовима. Помало склон несрећама, једном је тврдио да је увек заглавио нос на вратима касарне у Портсмуту. Често користи помало архаичне изразе — на пример, назива Сару Џејн са љубављу „стара“ или „матора“. Без обзира на то, он је приказан како поседује велику храброст и став „могу да урадим“ који се добро прилагођава многим чудним ситуацијама у којима се налази. Он, међутим, може бити и прилично трапав и несуптилан, једном наводећи Доктора да изјави, у тренутку узрујаности и на врху плућа да је „Хари Саливен имбецил!“ Без обзира на то, Доктор и Сара Џејн га веома воле, а он са њом има помало кокетну везу.
Лик је првобитно осмислила продукцијска екипа као средство за руковање свим акционим сценама потребним у епизодама када су замислили да ће новог Доктора играти старији глумац, као што је раније био случај (Сара Џејн чак у шали упоређује Харија са Џејмсом Бондом у једном тренутку). Међутим, када је четрдесетогодишњи Том Бејкер добио улогу, то више није било нужнои донета је одлука да се Хари отпише - нешто што је продуцент Филип Хинчлајф касније признао да је вероватно била грешка јер је Хари био симпатичан и популаран лик који је радио добро са обе своје водеће колеге.
Харијево последње редовно појављивање је у отварању тринаесте сезоне Терор Зајгонаца који је заправо направљен на крају дванаестог производног блока и задржан за почетак следеће сезоне. На крају ове приче одлучује да се врати у Лондон возом, а не ТАРДИС-ом са Доктором и Саром Џејн који настављају своје пустоловине без њега. Међутим, он се поново појављује три приче касније у Најезди Андроида и као изворни Хари и као андроид двојник. Ово је последње појављивање лика у програму.
Каснија продукцијска екипа је мало размислила о томе да врати Харија Саливена за гостовање у причи Модрин бесмртни из 1983. године, део сезоне двадесете годишњице програма. Њихов први избор био је лик Ијана Честертона, али су ти планови пропали јер глумац Вилијам Расел није био доступан. На крају су одлучили да уместо њега користе лик бригадира Летбриџа-Стјуарта (које игра Николас Кортни). Хари се, међутим, помиње у причи — бригадир каже Петом Доктору да је био „препоручен у НАТО“ и да је последње пут чуо да је „радио нешто 'тихо' у Портон Дауну.
Његова слика се појављује у пробној епизоди Пустоловина Саре Џејн како виси са стране кровне греде на тавану Саре Џејн Смит близу портрета бригадира Летбриџ-Стјуарт и слике Саре Џејн и К9 Генерације III. Ово су биле прве употребе слика класичне ере у оживљеној ери Хуниверзума. Такође у овој епизоди, када је Сара Џејн размишљала о именима за свог сина, размишљала је и о избору имена Хари. У причи о пустоловинама Саре Џејн „Смрт Доктора“, Сара Џејн открива да је Хари наставио да ради као лекар и да је својим вакцинама спасао хиљаде живота.
У „Повлачењу Зајгонаца“ Кејт Стјуарт помиње да је Саливен развио плин познат као З-67 који окреће Зајгонце наопачке. Доктор је запленио плин и формулу како би спречио њихову злоупотребу, називајући оружје „плином имбецила“, позивајући се на своју тврдњу из „Освете Киберљуди“ да је „Хари Саливен имбецил!“.
Хари заправо никада није виђен у ТАРДИС-у у серији.

## Појављивање у другим медијима
Након што је напустио глумачку екипу програма, Ијан Мартер је наставио да пише неколико романа прича о Доктору Хуу за издаваштво "Мета", написавши за њих изворни роман Рат Харија Саливена 1985. У Рату Харија Саливена, лик је постао оперативац МИ5 (подржава коментар бригадира у Модрину бесмртном). Веровало се да је Мартер планирао наставак у време своје смрти од шећерашке коме следеће године.
Постојала је биографија Саре Џејн Смит у којој се наводи да су она и Хари развили романтичну везу након њеног повратка са путовања са Доктором. Касније су се споразумно растали и још увек су били веома наклоњени једно другом.
Између 1994. и 2003. године, лик Харија појавио се у неколико романа издаваштва "Невиност" и ББЦ Књига. Неке од ових прича су смештене у празнинама између телевизијских пустоловина у којима се појављује лик, али у неколико књига он је виђен или раније или касније у животу.
У роману „Системски шок“ (1995) Невсталих невиних пустоловина и роману „Миленијумски шок“ (1999) Ранијих Докторових пустоловина, оба аутора Џастина Ричардса, током 1990-их је виђен као заменик директора МИ5. Још касније, почетком 21. века, Хари се на кратко појављује у "Оштећеној роби" Расела Т Дејвиса у оквиру Нових невиних пустоловина.
Крвава врелина (1993) Џима Мортимора укратко приказује варијанту упоредног универзума Харија који служи на нуклеарној подморници у дистопијском свету којим владају Силуријанци где успева да спасе живот сапутници Седмог Доктора Бернис Самерфилд.
У Ранијим Доктоворим пустоловинама у Лицу непријатеља (1998) Дејвида А. Мекинтија, Хари се види како још увек ради за Краљевску морнарицу пре него што је премештен у UNIT са којим се први пут сусреће у роману. Такође се појављује у роману Волфсбејн Џеклин Рејнер где накратко помаже Осмом Доктору који је тренутно изгубио памћење да се носи са завером у коју је укључена жена која верује да је реинкарнација Морган Ле Феј 1936. године када се ТАРДИС Четвртог Доктора случајно материјализовао довољно дуго да Хари оде, пошто је очигледно скренуо са курса због свог оштећеног будућег себе. Иако губитак памћења Осмог Доктора и накнадне регенерације нису спречиле ни Доктора ни Харија да се препознају, Хари примећује да Доктор има извесну 'Докторскост' у себи.
У аудио драми продукције "Big Finish" UNIT: Губитак (2005), бригадир је позвао комодора Саливена (који ради са НАТО-ом) за услугу, али нема говорничку улогу.
Харијев раније непознати млађи полубрат Вил Саливен (такође доктор медицине), појављује се у другој серији аудио драма Пустоловине Саре Џејн (2005–06) "Big Finish"-a, а глас му је дао Том Чедбон. Харија помињу и Вил и Сара Џејн, али он је очигледно на неком тајном задатку и ниједна га није видела дуго времена. На крају се открива да је Вил успавани агент верског култа који циља на Сару Џејн и умире током серије.
Хари се појављује у комичној причи Доктор Ху стрипу "Титан"-а о Деветом Доктору Званичне тајне смештеном у 1970-те где накратко преузима команду над UNIT-ом током бригадировог одсуства док истражује тајанствену појаву великих чудовишта, упознајући Деветог Доктора, Роуз Тајлер и капетана Џека Харкнеса током кризе.

### Аудио драме
Године 2017. "Big Finish" је објавио своју прву причу која укључује лик Харија Саливена. Испричао ју је Монах (Руфус Хаунд) под називом Како освојити планете и утицати на људе. У децембру 2018. бесплатна кратка прича Тонија Џонса за претплатнике Уторка такође је укључивала Харија Саливана, а приповедао ју је Стивен Крајло.
Године 2019. "Big Finish" је објавио своју трећу причу у којој се појављује лик Харија Саливена коју приповеда Лила (Луиз Џејмсон) под називом #ХариСаливен.
Аудио драма "Big Finish"-а UNIT: Непријатељ објављена у новембру 2021. приказује Харија Саливена који је извучен из времена у 21. век како би помогао савременом UNIT-у. Саливена у овом серијалу тумачи Кристофер Нејлор.

## Друга помињања
Визија Харија је виђена заједно са сваким другим сапутником (осим Лиле) на екрану скенера у Васкрснућу Далека. Хари је такође виђен како дозива Доктора непосредно пре регенерације у Логополису. Такође се помиње у причи у Пустоловинама Саре Џејн „Смрт Доктора“, при чему Сара прича о његовој успешној медицинској каријери, откривајући: „Он је урадио јако добар посао са вакцинама. Спасио је хиљаде живота“. У броју 512 Часописа Доктор Ху, говорећи о својој епизоди из 2017. године „Куц куц“, писац Мајк Бартлет је открио да је лик Харија у његовој епизоди требало да буде унук Харија Саливена (који је, према овој епизоди, „посивео“ и пакује се" са својим дечком до Кинеског зида где је ухапшен јер је покушао да украде једно парче). Хари Саливен је поново био са Саром Џејн и Четвртим Доктором у „Гребатору“, роману који је написао и касније испричао Том Бејкер.